# 鈕澤晟
鈕澤晟（?—?），浙江省湖州府烏程縣人，清朝政治人物、進士。
光緒二十九年（1903年），参加光緒癸卯科殿試，考中進士二甲120名。同年閏五月，出任知县。